# Hrvati u Čileu
Hrvati u Čileu (šp. Inmigración croata en Chile) su osobe u Čileu s punim, djelomičnim, ili većinskim hrvatskim podrijetlom, ili u Hrvatskoj rođene osobe s prebivalištem u Čileu.
Procjenjuje se da u Čileu živi 120 000 Hrvata i osoba hrvatskog podrijetla i to poglavito u Antofagasti i u Punta Arenasu.

## Povijest
Daleke 1864. počelo je prvo doseljavanje hrvatskog stanovništva u Čile. U to su vrijeme Hrvati bili navedeni kao "Austrijanci", jer je Hrvatska bila dio Habsburške Monarhije.
Masovno iseljavanje Hrvata iz Dalmacije u Čile bilježi se krajem 19. stoljeća, kada su napuštanje plovidbe jedrenjacima i zaraza vinove loze filokserom prouzročili ondje tešku gospodarsku krizu. Dalmatinska poljoprivreda je štetu trpjela i zbog takozvane "Vinska klauzula" trgovinskog sporazuma sklopljenog 1891. između Austo-Ugarske i Italije, koja je omogućila jaki uvoz talijanskih vina, koja su konkurirala dalmatinskom vinogradarstvu. Drugi val iseljavanja u Čile uslijedio je nakon kraja I. svjetskog rata, te je jenjao krajem 1930.- ih godina. Nakon Drugog svjetskog rata bilo je tek manjeg doseljavanja Hrvata u Čile, uglavnom Dalmatinaca koji su se doseljavali u mjesta gdje je već živjela njihova rodbina; uglavnom je bila riječ o ljudima iz ruralnih područja, mladi i bez stručnih kvalifikacija, koji su se nerijetko bavili ovčarstvom.
Takozvana lančana iseljavanja dovodila su do kompaktnih skupina iseljenika, često povezanih obiteljskim vezama, mjestom iseljavanja, regijom i tako dalje. 
Kraljevina Jugoslavija i potom SFR Jugoslavija su u odnosima Hrvata u Čileu sa svojom domovinom uspješno ugrađivale svoju propagandu, a za razliku od susjedne Argentine, nije u Čile doseljena znatnija tzv. "neprijateljska emigracija" sastavljena od pripadnika oružanih postrojbi Nezavisne Države Hrvatske i drugih Hrvata nesklonih Jugoslaviji. Hrvatske udruge su imale srdačne odnose s jugoslavenskom diplomacijom, te su sva njihova udruženja nosila jugoslavenska imena. 
U vrijeme osamostaljenja Republike Hrvatske 1990.-ih godina, u kratko su vrijeme sva iseljenička društva promijenila jugoslavenske nazive u Hrvatske. 
Najviše Hrvata u Čileu živi danas na području Punta Arenasa, Santiaga i Porvenira. Nakon školovanja u glavnom gradu Čilea Santiagu, potomci iseljenika često ondje ostaju živjeti, čime se povećava broj Hrvata u tom gradu. Približno pola Hrvata uopće ne zna Hrvatski, a možda oko petine njime posve dobro vlada. Pretežni dio potomaka hrvatskih iseljenika još se uvijek smatra Hrvatima i učlanjeni su u hrvatska udruženja. S poštovanjem čuvaju pisma iz domovine, hrvatske časopise; a u obiteljima se pjeva hrvatske pjesme. Oko polovine ih redovno komunicira s rodbinom u Hrvatskoj. Oko petine ih je pretplaćeno na neki tisak iz Hrvatske. Većina ih je zadovoljna životom u Čileu, ali do trećine razmišlja o preseljenju u Hrvatsku; samo manji broj razmišlja o iseljavanju u treće zemlje poput Australije ili SAD-a.

## Gospodarski subjekti
Poznati gospodarski subjekti koje su osnovali i vodili čileanski Hrvati:
- Deca (supermarket), lanac supermarketa

## Mediji
Vicente Batistic uređivao je listove El Natales i El Porvenir.

## Vanjske poveznice
- Diaspora Croata
- Glas Hrvata Marina Peric: Identitet hrvatskih iseljenika u Čileu od iseljavanja do danas
- CROACIA-CHILE LETRAS Y CULTURA RESEÑA SOBRE EL LIBRO LAS HUELLAS DE LA EMIGRACIÓN CROATA (EN LITERATURA Y FUERA DE ELLA) DE ŽELJKA LOVRENČIĆ POR DRAGO ŠARAVANJA
- Croatas en Chile
  - Estudio de la inmigración croata
- Tomas Bradanovic Boric, Ivo. 1978. Emigración Croata a Chile, Studia Croatica 70-71 (1): 141. 2, 3, 4, 5, 6, 7, 8, 9, 10